# Asillo (distrito)
Asillo é um distrito do Peru, departamento de Puno, localizada na província de Azángaro.

## Transporte
O distrito de Asillo é servido pela seguinte rodovia:
- PE-3SH, que liga o distrito à cidade de Pucará
- PE-34B, que liga o distrito de Juliaca à cidade de Ayapata[1][2][3]